# Asota celebensis
Asota celebensis är en fjärilsart som beskrevs av Willie Horace Thomas Tams 1935. Asota celebensis ingår i släktet Asota och familjen nattflyn. Inga underarter finns listade i Catalogue of Life.